# Sacro ritam
Sacro ritam, glazbena emisija na Hrvatskome katoličkom radiju. Urednik i voditelj je Slavko Nedić. Emisija ide četvrtkom od 20 sati.

## Povijest
Emitira se od 26. lipnja 1998. godine u programu Hrvatskoga katoličkog radija. Pokrenuta je radi praćenja, predstavljanja, najavljivanja i promicanja hrvatske popularne duhovne glazbe, raznih događanja s Cro sacro scene poput festivala duhovne glazbe, najave koncerata, promocije albuma, izvođača i zajednica mladih. Uz to je sudionica stvaranja inicijativa i akcija koje su ostavile traga na hrvatskoj glazbeno duhovnoj sceni, poput:
- "Naša misa“ – projekt oko pomoći u organizaciji pjevanja na Misama mladih
- "Popularni Porin“ – iniciranje ponovnog pokretanja kategorije za najbolji album popularne duhovne glazbe unutar glazbene nagrade Porin te nastojanje oko njezina oblikovanja i sudjelovanje u radu ekspertne komisije
- pokretanje "Cro sacro“ etikete kao diskografske suradnju Hrvatskoga katoličkog radija i Croatia Recordsa s ciljem objavljivanja i predstavljanja albuma popularne duhovne glazbe.

## Priznanja
Emisija i njezin autor i urednik nagrađeni su priznanjima:
- priznanje Fender-Mega muzika za ukupni doprinos hrvatskoj glazbi
- priznanje Hrvatskog društva katoličkih novinara za 20 godina postojanja
- brončani mikrofon -  nagrada Hrvatske udruge radijskih nakladnika (HURIN)

## Vanjske poveznice
- Hrvatski katolički radio Arhiv emisija: Sacro ritam